# Неравенство Бернулли
Нера́венство Берну́лли утверждает: если вещественное число {\displaystyle x>-1}, то:
{\displaystyle (1+x)^{n}\geqslant 1+nx} для всех натуральных {\displaystyle n\geqslant 1.}

## Доказательство
Доказательство неравенства проводится методом математической индукции по n.
При n = 1 неравенство, очевидно, верно. Допустим, что оно верно для n, докажем его верность для n+1:
{\displaystyle (1+x)^{n+1}=(1+x)(1+x)^{n}\geqslant (1+x)(1+nx)\geqslant (1+nx)+x=1+(n+1)x},
ч.т.д.

## Обобщенное неравенство Бернулли
Обобщенное неравенство Бернулли утверждает, что при {\displaystyle x>-1\!\ } и {\displaystyle n\in \mathbb {R} }:
- если {\displaystyle n\in (-\infty ;0)\cup (1;+\infty )}, то {\displaystyle (1+x)^{n}\geqslant 1+nx}
- если {\displaystyle n\in (0;1)\!\ }, то {\displaystyle (1+x)^{n}\leqslant 1+nx}
- при этом равенство достигается в двух случаях: {\displaystyle \left[{\begin{matrix}\forall x\neq -1,n=0,n=1\\\forall n\neq 0,x=0\end{matrix}}\right.}

Рассмотрим {\displaystyle f(x)=(1+x)^{n}-nx\!\ }, причем {\displaystyle x>-1,n\neq 0,n\neq 1\!\ }.

Производная {\displaystyle f'(x)=n(1+x)^{n-1}-n=0\!\ } при {\displaystyle x=x_{0}=0\!\ }, поскольку {\displaystyle n\neq 0\!\ }.

Функция {\displaystyle f\!\ } дважды дифференцируема в проколотой окрестности точки {\displaystyle x_{0}\!\ }. Поэтому {\displaystyle f''(x)=n(n-1)(1+x)^{n-2}\!\ }. Получаем:

- {\displaystyle f''(x)>0\!\ } ⇒ {\displaystyle f(x)\geqslant f(x_{0})\!\ } при {\displaystyle n\in (-\infty ;0)\cup (1;+\infty )}
- {\displaystyle f''(x)<0\!\ } ⇒ {\displaystyle f(x)\leqslant f(x_{0})\!\ } при {\displaystyle n\in (0;1)\!\ }

Значение функции {\displaystyle f(x_{0})=1\!\ }, следовательно, справедливы следующие утверждения:
- если {\displaystyle n\in (-\infty ;0)\cup [1;+\infty )}, то {\displaystyle (1+x)^{n}\geqslant 1+nx}
- если {\displaystyle n\in (0;1]\!\ }, то {\displaystyle (1+x)^{n}\leqslant 1+nx}

Несложно заметить, что при соответствующих значениях {\displaystyle x_{0}=0\!\ } или {\displaystyle n=0,n=1\!\ } функция {\displaystyle f(x)=f(x_{0})\!\ }. При этом в конечном неравенстве исчезают ограничения на {\displaystyle n\!\ }, заданные в начале доказательства, поскольку для них исполняется равенство.
■

## Замечания
- Неравенство также справедливо для {\displaystyle x\geqslant -2} (при {\displaystyle n\in \mathbb {N} _{0}}), если исключить случай, когда получается ноль в степени ноль. Доказательство для случая {\displaystyle x\in \left[-2,-1\right)} можно провести тем же методом математической индукции:

{\displaystyle (1+x)^{n+1}+(1+x)^{n}=(1+x)^{n}(1+x+1)\geqslant (1+nx)(1+x+1)=1+(n+1)x+1+nx(1+x).}
Так как при {\displaystyle x\in \left[-2,-1\right)} выполняется {\displaystyle (1+x)^{n}\leqslant 1\leqslant 1+nx(1+x)}, то {\displaystyle (1+x)^{n+1}\geqslant 1+(n+1)x}.
- Неравенство Бернулли также может быть представлено в виде:

{\displaystyle (1+x)^{n}>1+nx,{\text{ где }}{\begin{cases}x>-1\\x\neq 0\\n>1,n\in \mathbb {N} \\\end{cases}}.}